# Юдин, Михаил Александрович
Михаи́л Алекса́ндрович Ю́дин (род. 16 ноября 1975, посёлок Нагорный, Топчихинский район, Алтайский край, РСФСР, СССР) — российский серийный убийца, орудовавший в городе Бердске и Новосибирске в период с августа 1998 по декабрь 2002 года.

## Биография

### Детство и юность
Михаил Юдин родился 16 ноября 1975 года в посёлке Нагорном Топчихинского района Алтайского края. Жил в неполной семье с матерью и братом. После окончания восьми классов средней школы отслужил в армии. После увольнения в запас уехал в город Искитим Новосибирской области, где работал на стройке. Уже с раннего возраста семья и знакомые отмечали угрюмость характера Юдина и его скованность в общении с людьми. По их воспоминаниям, его характер менялся лишь в состоянии алкогольного опьянения — в эти моменты Юдин становился открытым, улыбчивым и общительным. Летом 1998 года Юдин переехал в город Бердск, где познакомился с женщиной, стал жить у неё и работать в строительной бригаде.

### Начало серии убийств и первый арест
12 августа 1998 года у ограды бердского завода «Гигант» Юдин встретил одинокую женщину Веру Николаеву, познакомился с ней и предложил проводить её до дома. Затем в безлюдном месте напал на неё, изнасиловал в извращённой форме и попытался её задушить. Однако Николаева осталась жива, так как маньяка спугнули рабочие, шедшие на утреннюю смену. Женщина обратилась в милицию, но поймать насильника не удалось.
В июле 1999 года маньяк совершил первое убийство. Затащив 16-летнюю Анастасию Фатькову в кусты рядом с автобусной остановкой, маньяк насиловал её около часа. На сей раз, услышав шаги случайных прохожих, он не стал убегать. Ещё живая Фатькова попыталась привлечь к себе внимание, но ей это не удалось — Юдин задушил её, забрал часы и серьги и ушёл. Часы он подарил жене, а серьги — матери.
Осенью 1999 года строительную бригаду, где работал убийца, командировали в Новосибирск. 23 ноября Юдин в состоянии алкогольного опьянения изнасиловал и убил Ольгу Карпову в её собственном подъезде. С жертвы он снял дублёнку, которую впоследствии подарил жене.
Через месяц после убийства Карповой Юдина задержали за попытку ограбления и в феврале 2000 года приговорили к 3 годам лишения свободы, но через 3 месяца амнистировали в связи с избранием Президента России. 14 июля 2000 года Юдин вышел на свободу.

### Освобождение и продолжение серии убийств
26 августа и 9 сентября 2000 года Юдин совершил ещё 2 убийства (21-летней Светланы Мининой и 22-летней Татьяны Самохваловой). Своих жертв он заманивал в безлюдные места, в частности — в лесопосадки Бердска. У убитой Татьяны Самохваловой, студентки Новосибирской консерватории, возвращавшейся с репетиции музыкального концерта в честь Дня города, он забрал на память флейту. Из показаний Юдина по эпизоду убийства Самохваловой:
Я сидел на корточках, а она стояла и играла на флейте... Ну, я не знаю сколько, минуты три-четыре, может, мелодию играла... Баха, или кто он там... Но мелодия была классная.
Потом он часто и подолгу сидел в своём сарае, где любовался своими трофеями.
18 октября убийца попытался изнасиловать свою знакомую Елену Травину в её собственной квартире и тяжело ранил её, но та, оказав яростное сопротивление, выгнала его. Юдину пришлось дать взятку своей несостоявшейся жертве, чтобы она не заявила на него в милицию, и оплатить её лечение, а чтобы избежать разоблачения, он надолго прекратил нападения.
Между тем в городе началась паника. Юдин предпочитал невысоких брюнеток, одетых в обтягивающие брюки, а под это описание идеально подходила примерно каждая пятая жительница Бердска. Девушки старались ещё засветло вернуться домой, школьниц после уроков встречали родители. Многим женщинам пришлось перекрасить волосы и поменять стиль одежды.
Последнее убийство Юдин совершил лишь спустя 2 года — 7 декабря 2002 года. Жертвой стала 25-летняя Юлия Забиранник, у которой Юдин гостил вместе со своим другом Алексеем Гаськовым. Юдин убил Забиранник в её собственной квартире.

### Второй арест, следствие и суд
В сентябре 2003 года Юдин был арестован по подозрению в изнасиловании, однако вскоре отпущен под подписку о невыезде. Тем временем была проведена генетическая экспертиза, которая подтвердила, что все убийства были совершены именно им. Маньяк вновь был заключён под стражу и вскоре признался в совершении 5 убийств и 23 разбойных нападений, грабежей, изнасилований. Судебно-психиатрическая экспертиза признала Михаила Юдина полностью вменяемым и отдающим отчёт в своих действиях.
7 июня 2004 года дело было передано в суд, который 2 декабря приговорил Михаила Юдина к пожизненному лишению свободы. Верховный Суд России оставил приговор без изменения. Был отправлен отбывать наказание в колонию «Полярная сова». В январе 2025 года Юдин, отбыв в тюремном заключении 21 год, подал в Верховный суд РФ жалобу на пожизненный приговор. По сообщениям СМИ, на данный момент жалоба прошла регистрацию и поступила в суд, но её рассмотрение ещё не назначено.

## Дело Алексея Гаськова
По подозрению в убийстве Юлии Забиранник был арестован ранее неоднократно содержавшийся в медицинском вытрезвителе Алексей Гаськов, который гостил у убитой вместе с Юдиным и изначально взял убийство на себя, однако вскоре был изобличён в самооговоре. В 2007 году Алексей Гаськов был осуждён за изнасилование 11-летней падчерицы и приговорён к 10,5 годам лишения свободы. Освободившись в 2016 году, Гаськов переехал жить в Новосибирск, где женился и устроился работать водителем. 15 января 2025 года 49-летний Алексей Гаськов был арестован по подозрению в 4 убийствах, совершённых в период с 2000 по ноябрь 2002 года в Московской области. В то время Гаськов жил в Москве, поступив на частные платные курсы актёрского мастерства. Убийства были совершены в Химках (1 убийство), Подольске (1 убийство) и Пушкине (2 убийства). По версии следствия, Гаськов знакомился с девушками в парках, затем бил по голове, насиловал и душил (в одном эпизоде жертва была забита кирпичом). Об этих преступлениях Гаськов рассказал следователям ещё после ареста за изнасилование в 2007 году, но тогда доказать их не удалось, однако благодаря новым технологиям в 2024 году было установлено, что потожировые следы с места одного из убийств принадлежат Гаськову. На данный момент проверяется причастность Гаськова к другим нераскрытым убийствам, совершённым в Подмосковье и Новосибирской области в конце 1990-х—начале 2000-х годов: по одной из версий, он мог действовать вместе с Юдиным, с которым близко общался, начиная с 1998 года.

## В массовой культуре
- Документальный фильм «Ген убийцы» из цикла «Криминальная Россия» (2006)